# 裁許状
裁許状（さいきょじょう）とは、中世・近世において裁許を当事者に伝えるために発給された文書。江戸時代には裁許請証文（さいきょうけしょうもん）の通称として用いられた。

## 概要
「裁許」とは本来下位者から上申された事柄に対して、上位者がその可否を判断することを指していた。ところが権力分立が成立していなかった当時は、官司や権門内部においては行政判断のみならず、訴訟などの紛争解決の場における司法判断も同じような裁許の形式が採られていた。
司法判断としての裁許及びそれを記した裁許状が多く残されたことから、裁許および裁許状を判決およびそれを記した文書と解されることが多いが、裁許には今日の裁判における判決のような強制力を伴わず、もっぱら上位者の見解を示して当事者間にその方向での和解を促すために出される要素が強かったこと、挙状（口入）・去状（権利放棄）・安堵状（安堵）として出された裁許状の存在や別の書状（職をめぐる補任状など）が発給される裁許なども存在していた。

### 平安
平安時代の朝廷では太政官符・太政官牒もしくは官宣旨の形式で作成された。鎌倉幕府の初期には朝廷裁許状の流れを汲んだ下文の形式を用いていたが、後には下知状の形式を用いるようになった。これは鎌倉殿に代わって下文の出す資格のない執権が裁判を含む政務の実権を掌握したことが関係していると言われている。後に他の権門でもこれに追随する形で下知状の形式が採用されるようになった。
裁許状の書式は、初めの事書の部分で訴人と論人の名前と訴訟内容の要点を示し、本文には両者の訴状と陳状、その後の問注記に記された主張の要旨を引用して、最後に裁許の理由を明示した。三問三答と呼ばれる訴状と陳状のやりとりやその後の双方に対する問注の内容を裁許状に反映させようとしたために長文のものが多く、紙継目裏には担当奉行人が裏花押を据えている。また、和与によって決着された場合にはその内容を反映した裁許状が作成された。

### 鎌倉･室町
鎌倉幕府の裁許状としては征夷大将軍の意向を執権・連署が奉じた関東裁許状をはじめ、六波羅探題・鎮西探題も将軍の命を奉じて裁許状を発給した（六波羅探題裁許状・鎮西探題裁許状）。それぞれの裁許状は書止部分の表現がやや異なっているものの必ず「下知如件」で締めくくられ、室町幕府にも踏襲された。
室町幕府では初期には足利直義が署判を据えた裁許状が出された。直義が失脚すると、執事・管領や複数の奉行人が連署する形式の裁許状が発給され、後には双方の主張部分を省略して裁許部分を記した奉書形式の裁許状が登場するようになった。

### 江戸
江戸幕府では出入筋（民事訴訟）の判決文書である裁許請証文の通称として裁許書や裁許証文とともに用いられた。
判決の際、奉行が奉行所の白洲にて当事者に対して裁許申渡しが行うが、この際読み上げられるのは「申渡」と呼ばれる文書でこれをもって裁許状とみなす考えもあるが、この段階では裁許状として完成された形ではない。
その後、別室において奉行所の下役が改めて目安（訴状）・返答書（かつての陳状に相当する）の摘要と判決理由及び主文、最後に判決遵守の誓約を記した詳細な内容の文書を読み上げ、これに当事者双方が押印を行った。これが裁許請証文である。
申渡・裁許請証文ともに奉行所が保管し、当事者自身に裁許請証文を書写させ、その写しを持ち帰らせた。また、境界相論など図をもって明示する必要がある場合には裁許絵図と呼ばれる絵図（裏面に判決内容を記す）が作成され、それも裁許状としてみなされた。
また、金公事において被告は日切証文（日切手形）を、店立命令において被告は店立証文を奉行所に提出させて裁許状の付属文書とした。
ただし、金公事の返済処理が切金済方（きりがねすみかた、現在の分割弁済に相当する）にて行われた場合にはまず原告に日切証文を預け、被告が返済を済ますごとに原告はその旨を記した紙を貼り継ぎ、返済完了後に奉行所に提出した。